# Kekepa
Kekepa, auch als Turtle Rock (dt. „Schildkröten-Felsen“) bezeichnet, ist eine flache, unbewohnte Insel im Archipel von Hawaii im Pazifischen Ozean. Sie liegt in der Kāneʻohe Bay vor der Ostküste der Insel Oʻahu, nur wenige Hundert Meter nordwestlich der Marine Corps Base Hawaii und gehört administrativ zum Honolulu County.
Das 6 m hohe, aus Korallenkalk bestehende Eiland ist 75 m lang, bis zu 35 m breit und weist eine Fläche von 0,2 ha (0,002 km²) auf. Auf Kekepa brüten Keilschwanz-Sturmtaucher (Puffinus pacificus, hawaiisch: ʻuaʻu kani oder hōʻio), außerdem wächst auf der Insel Euphorbia degeneri, hawaiisch: ʻakoko, eine Wolfsmilch-Art, die sonst auf keiner anderen der Oʻahu vorgelagerten Inseln zu finden ist. Kekepa ist, wie viele weitere kleine Inseln Hawaiʻis auch, ein Hawaiʻi State Seabird Sanctuary (Vogelschutzgebiet) und darf nicht betreten werden. 

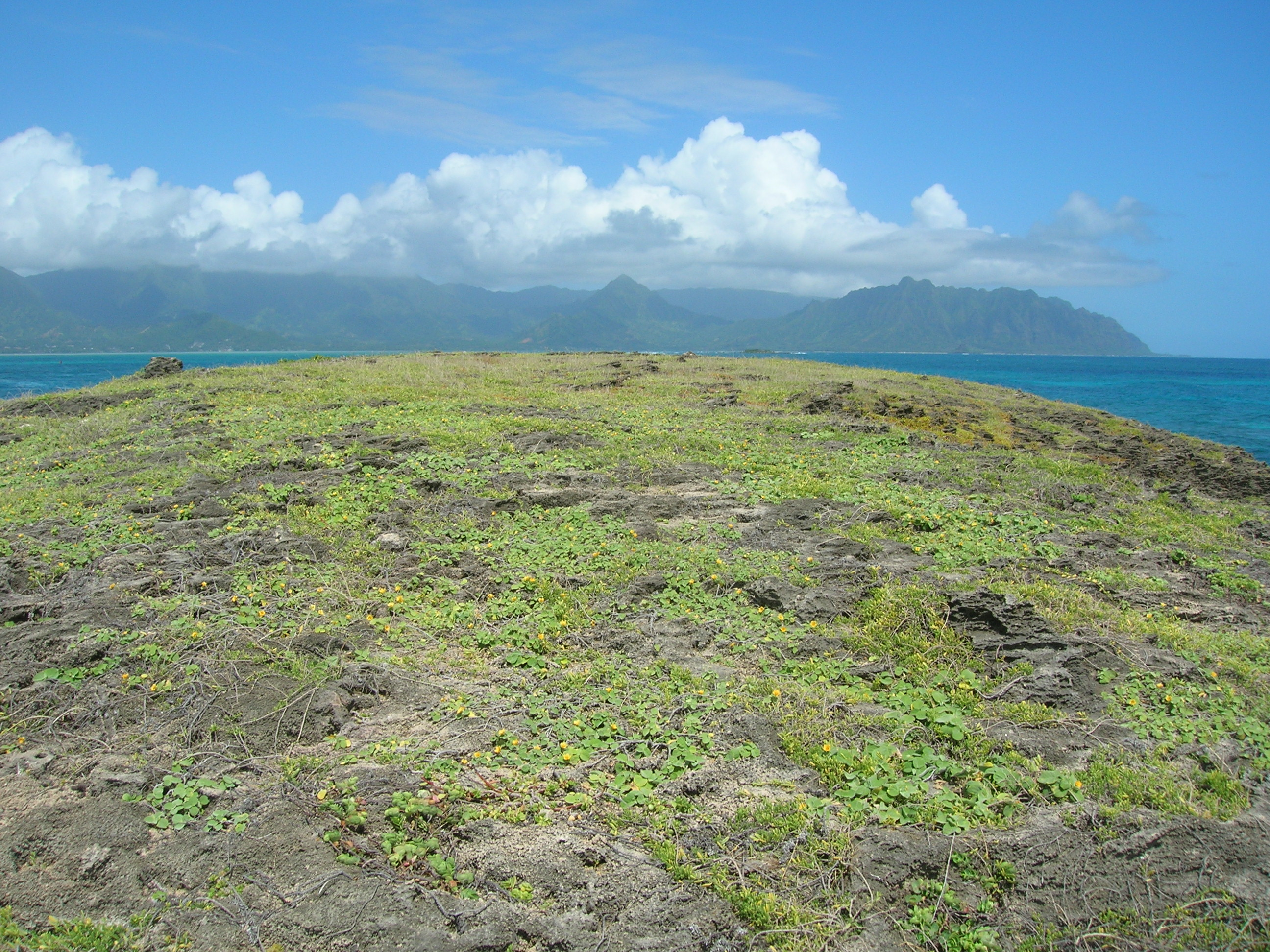
Kekepas Oberfläche, im Hintergrund die Insel Oʻahu
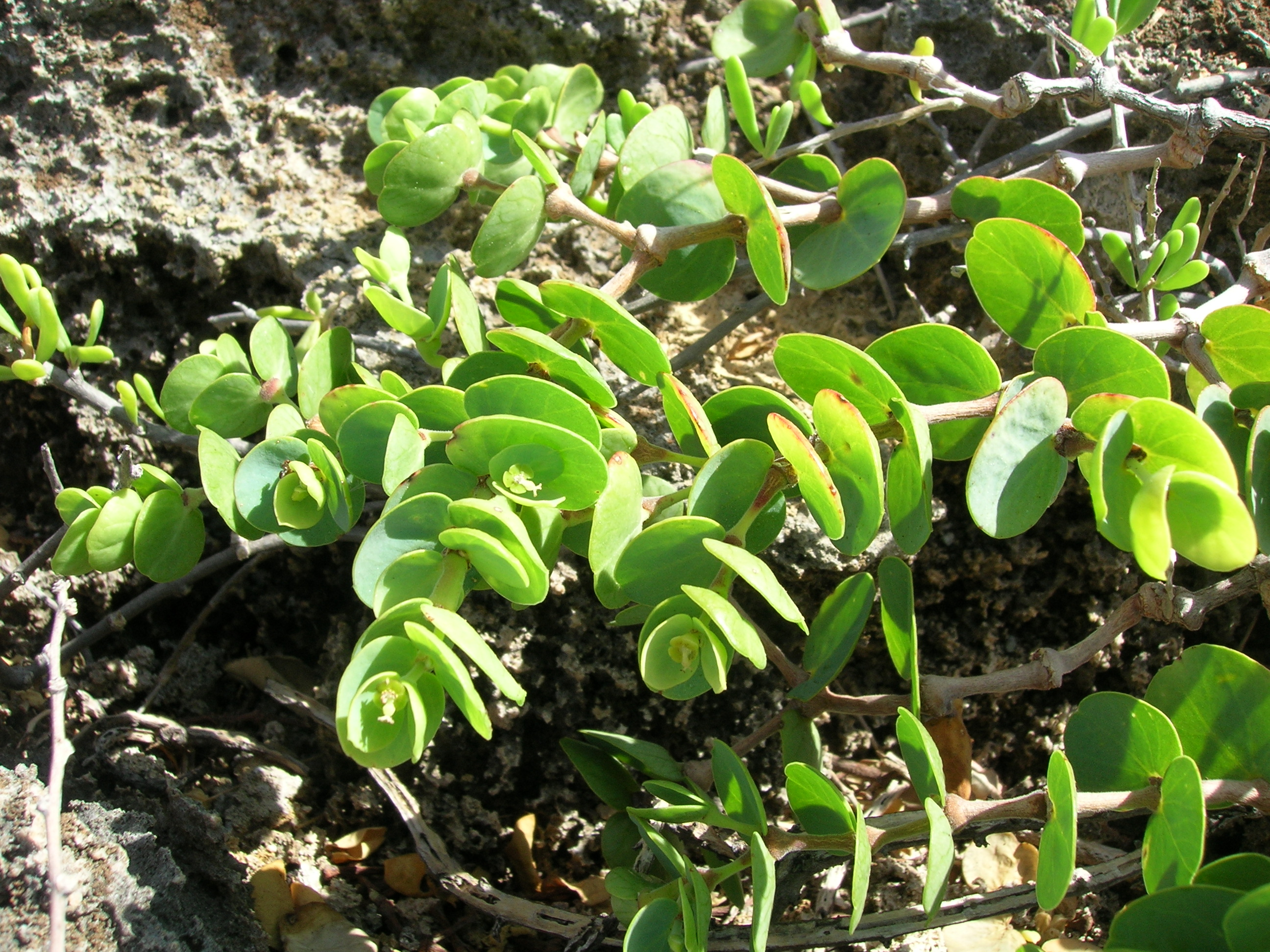
Euphorbia degeneri auf Kekepa